# Pavia (Mora)
Pavia is een plaats (freguesia) in de Portugese gemeente Mora en telt 1166 inwoners (2001).